# Mesochorus hortensis
Mesochorus hortensis är en stekelart som beskrevs av Schwenke 1999. Mesochorus hortensis ingår i släktet Mesochorus och familjen brokparasitsteklar. Inga underarter finns listade i Catalogue of Life.